# العلاقات الكورية الجنوبية الناوروية
العلاقات الكورية الجنوبية الناوروية هي العلاقات الثنائية التي تجمع بين كوريا الجنوبية وناورو.

## مقارنة بين البلدين
هذه مقارنة عامة ومرجعية للدولتين:
| وجه المقارنة                                              | كوريا الجنوبية                                                          | ناورو                          |
| --------------------------------------------------------- | ----------------------------------------------------------------------- | ------------------------------ |
| المساحة (كم2)                                             | 100.30 ألف                                                              | 21                             |
| عدد السكان (نسمة)                                         | 51.47 مليون                                                             | 10.08 ألف                      |
| الكثافة السكانية (ن./كم²)                                 | 513.16                                                                  | 48.00 ألف                      |
| العاصمة                                                   | سول                                                                     | ضاحية يارين                    |
| اللغة الرسمية                                             | اللغة الكورية                                                           | اللغة الناورونية، لغة إنجليزية |
| العملة                                                    | وون كوري جنوبي                                                          | دولار أسترالي                  |
| الناتج المحلي الإجمالي (بليون دولار)                      | 1.53 تريليون                                                            | 113.88 مليون                   |
| الناتج المحلي الإجمالي (تعادل القوة الشرائية) بليون دولار | 1.75 تريليون                                                            | 162.98 مليون                   |
| الناتج المحلي الإجمالي الاسمي للفرد دولار أمريكي          | 27.22 ألف                                                               | 9.83 ألف                       |
| الناتج المحلي الإجمالي للفرد دولار أمريكي                 |                                                                         |                                |
| مؤشر التنمية البشرية                                      | 0.901                                                                   |                                |
| رمز المكالمات الدولي                                      | +82                                                                     | +674                           |
| رمز الإنترنت                                              | .kr                                                                     | .nr                            |
| المنطقة الزمنية                                           | توقيت كوريا الجنوبية، ت ع م+09:00، آسيا/سيول ‏، ت ع م+08:00، ت ع م+08:30 | ت ع م+12:00                    |

## منظمات دولية مشتركة
يشترك البلدان في عضوية مجموعة من المنظمات الدولية، منها:
| علم المنظمة | اسم المنظمة                   | تاريخ انضمام كوريا الجنوبية | تاريخ انضمام ناورو |
| ----------- | ----------------------------- | --------------------------- | ------------------ |
|             | منظمة حظر الأسلحة الكيميائية  | ?                           | ?                  |
|             | يونسكو                        | 14 يونيو 1950               | 17 أكتوبر 1996     |
|             | الاتحاد البريدي العالمي       | ?                           | ?                  |
|             | الأمم المتحدة                 | 17 سبتمبر 1991              | 14 سبتمبر 1999     |
|             | بنك التنمية الآسيوي           | 1966                        | 1991               |
|             | منظمة الشرطة الجنائية الدولية | ?                           | ?                  |

## وصلات خارجية
- موقع وزارة الخارجية الكورية الجنوبية